# Leucauge camerunensis
Leucauge camerunensis är en spindelart som beskrevs av Embrik Strand 1907. Leucauge camerunensis ingår i släktet Leucauge och familjen käkspindlar.
Artens utbredningsområde är Kamerun. Inga underarter finns listade i Catalogue of Life.